# 自我复制机

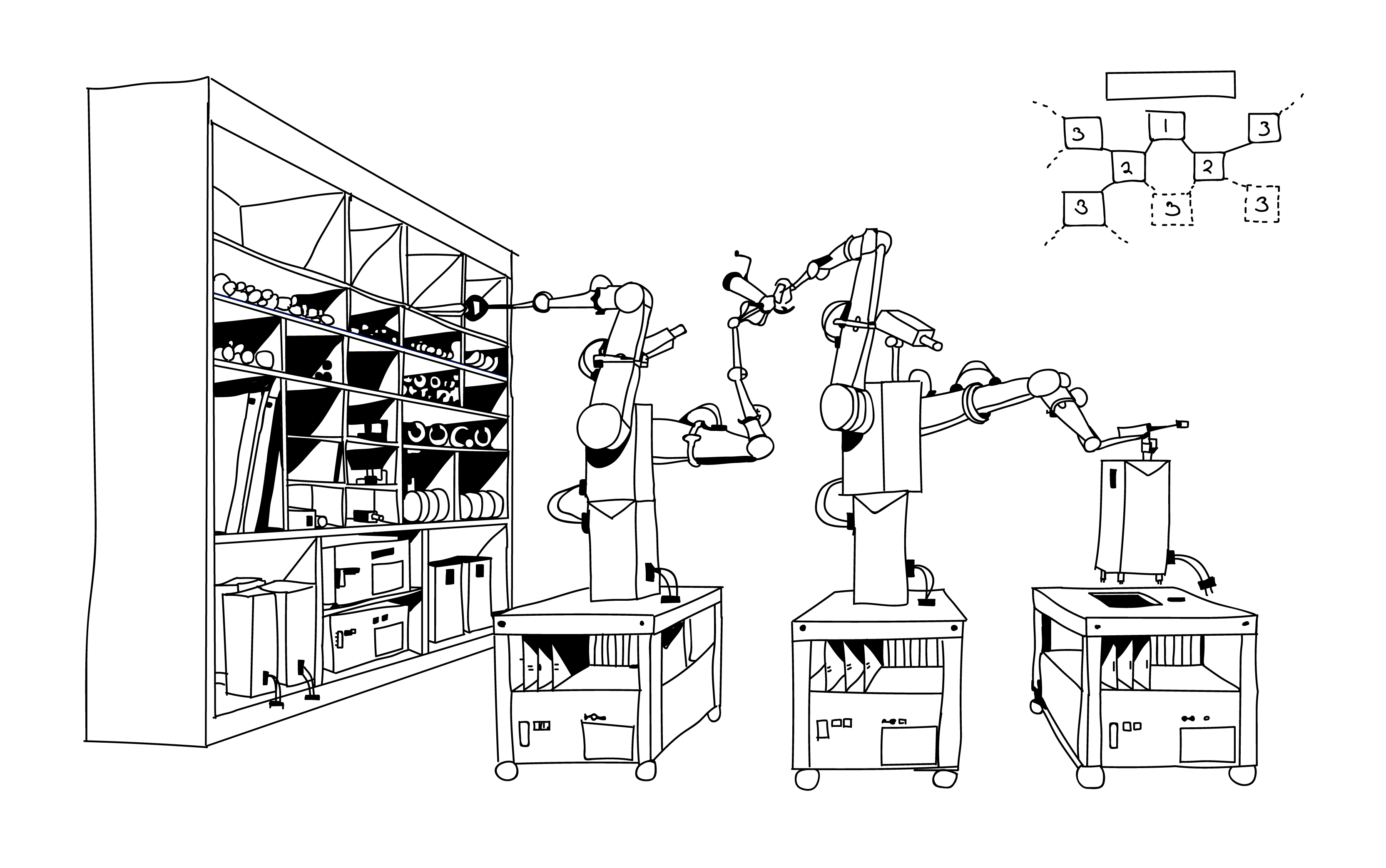
自我复制機

自我复制机（英語：Self-replicating machine）是一种自主机器人，它能够利用环境中发现的原材料實現自我复制。自我复制机器的概念已经由霍默·雅各布森、愛德華·F·摩爾、弗里曼·戴森、約翰·馮紐曼提出和研究。未来人類开采卫星和小行星带的矿石、建立月球工厂，甚至在太空中建造太阳能卫星可能會用到這種技術。